# 陸佃
陸 佃（りく でん、1042年 - 1102年）は、中国北宋の文人官僚。陸游の祖父。『埤雅』『鶡冠子注』『陶山集』などの著作が現存する。

## 人物
『宋史』に伝がある。神宗・哲宗・徽宗の時代に活動した。
字は農師、号は陶山、越州山陰（現在の浙江省紹興市）の人。1070年（熙寧3年）の省試で首席（省元）、殿試では第5位で合格した。王安石の弟子でありながら「新法・旧法の争い」では中立の立場をとった。徽宗の時代に尚書左丞（副宰相・参知政事にあたる）となったが、元祐党禁（旧法党への弾圧）に巻き込まれ左遷された。
友人に李公麟がおり官職に推挙した。『神宗実録』の編纂に参加したとき黄庭堅と論争した。遼への使者も務めた。子に陸宰、その子に陸游がいる。

## 主な著作

### 現存
- 『埤雅』 - 『爾雅』の系譜に連なる名物学書・辞書。当初の題は『物性門類』だった[9][10]。
- 『爾雅新義』[10]
- 『鶡冠子注』[10] - 『鶡冠子』の主要な注釈書だが、質は高くない[11]。
- 『陶山集』 - 詩文集。

### 散佚
- 『老子注』[12]
- 『使遼録』[8]
- 『礼象』[13]